# گذرنامه تونگایی
گذرنامهٔ تونگایی یک مدرک سفر بین‌المللی است که توسط کشور تونگا صادر می‌شود و بنا بر داده‌های سال ۲۰۲۳، دارندگان آن می‌توانستند به ۱۳۰ کشور دیگر بدون دریافت ویزا سفر کنند یا ویزا را در بدو ورود دریافت نمایند. این گذرنامه بر اساس رتبه‌بندی شاخص گذرنامهٔ هنلی در سال ۲۰۲۳ در رتبهٔ ۳۹ قرار داشت.